# Granito

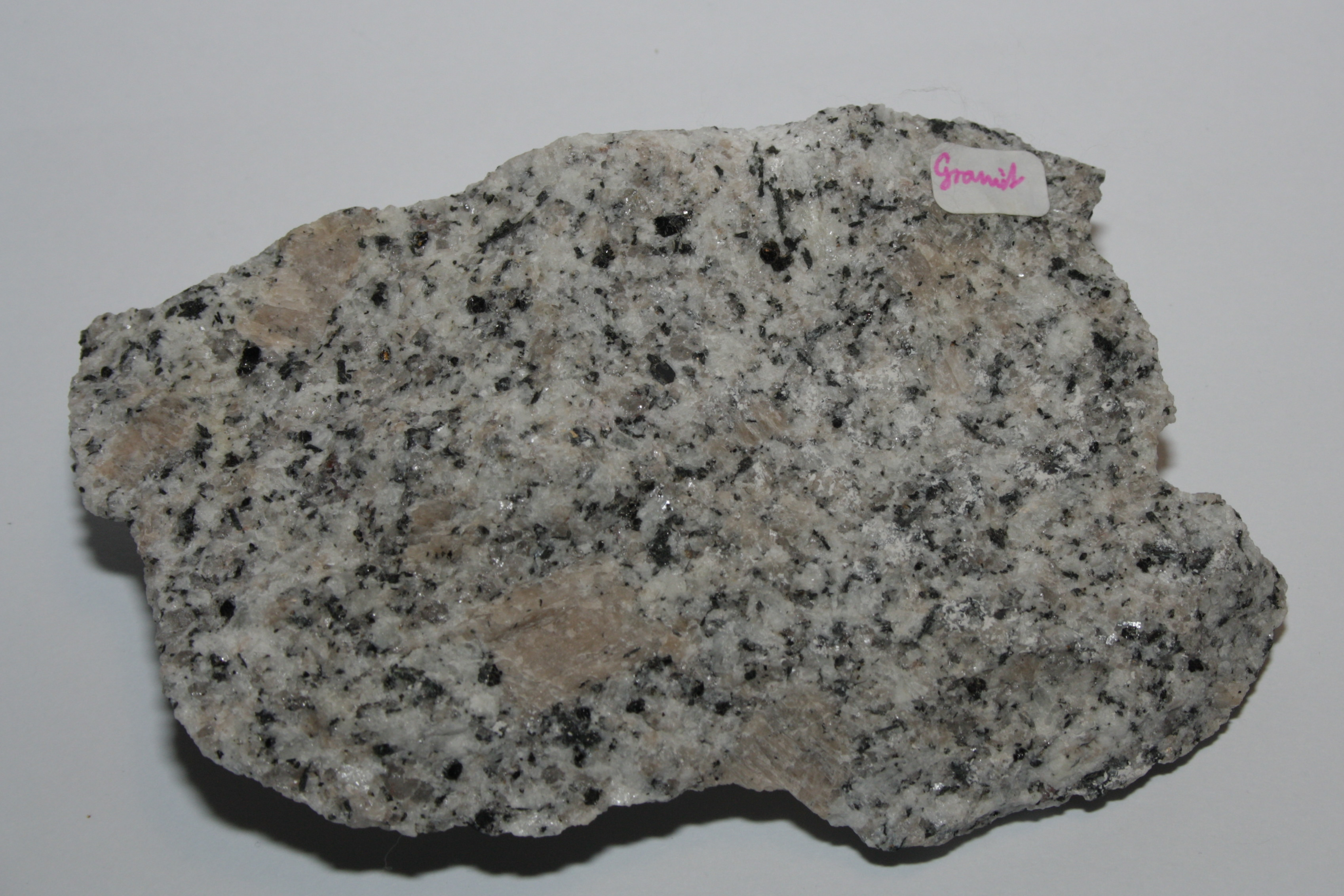
Granito.

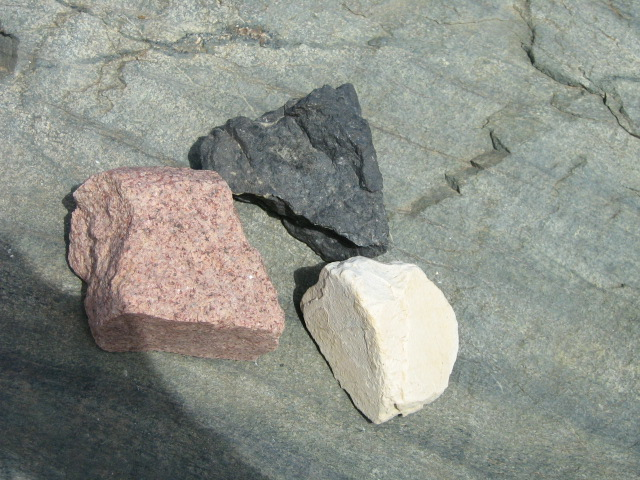
Granito rojo (izq.) junto a otras rocas ígneas como andesita negra (sup.) y cuarzo impuro (der.) sobre un fondo de metarenisca verde.

El granito es una roca ígnea intrusiva de color claro, de composición félsica formada esencialmente por cuarzo, feldespato alcalino, plagioclasa y mica.
El término granito abarca varias rocas de aspecto granular y de colores claros, pero con proporciones diferentes entre sus minerales. Para referirse a todas ellas los geólogos han definido el término granitoide. Según los estándares de la Unión Internacional de Ciencias Geológicas, son granitoides las rocas plutónicas cuyo contenido en cuarzo está comprendido entre el 20 y el 60 %. Esto incluye rocas como las  tonalitas y las sienitas con cuarzo. El color de granito más abundante por naturaleza es el gris. La piedra conocida como "granito negro" suele ser gabro, que tiene una composición química completamente diferente.
El granito sensu stricto se refiere a las rocas que, dentro del grupo anterior, tienen una relación entre ambas clases de feldespatos — alcalinos y plagioclasas— desde el 50% o más favorable hacia los feldespatos alcalinos. En función de esta proporción, los granitos se denominan:
- granito de feldespato alcalino, si más del 90% de todos los feldespatos son alcalinos
- sienogranito, si la proporción es mayor al 65 % de feldespatos alcalinos
- monzogranito, hasta una proporción igual entre  feldespatos alcalinos y plagioclasas[3]

Los granitoides son las rocas más abundantes de la corteza continental superior. Forman el 4,5 % de la corteza terrestre y el 15 % de los continentes.
Los granitoides se forman al solidificarse magma con alto contenido en sílice —lo que se conoce como magma saturado— a gran profundidad bajo la corteza terrestre, en condiciones de alta presión y enfriamiento lento. Si un magma de composición granítica alcanza la superficie se forma una roca volcánica denominada riolita.

## Aspectos geológicos

### Origen
Los granitos se forman a partir de magmas solidificados, y estos a su vez pueden tener orígenes diferentes: hay magmas que provienen de la fusión parcial o anatexia de rocas de la corteza, mientras otros tienen su origen en el manto subyacente. Según el origen del magma los granitoides se clasifican en cuatro tipos, nombrados con las letras I, S, A y M, iniciales de Igneo, Sedimentario, Anorogénico y Manto El tipo «I»  deriva de magmas originados en la zona de contacto entre   la corteza inferior y el manto. El tipo «S» proviene de magma que se forma por la fusión parcial de rocas sedimentarias o de rocas de la corteza superior. Al contrario de los tipos I y S que son comunes en las zonas de orogénesis, el tipo A, anorogénico y alcalino, ocurre en contextos que no están asociados a la formación de cordilleras. El tipo M se distingue de los demás por tener una proveniencia directa de magmas del manto.
Los granitoides originados de magma proveniente de la corteza inferior han sido relacionados por científicos con migmatitas de forma que se han interpretado estas últimas rocas de tres maneras: el producto de anatexia que origina a magma granítico, el producto de la inyección de magma granítico a rocas metamórficas, el producto de un proceso de transformación de roca metamórfica en granito en el sitio.

### Ascenso y emplazamiento

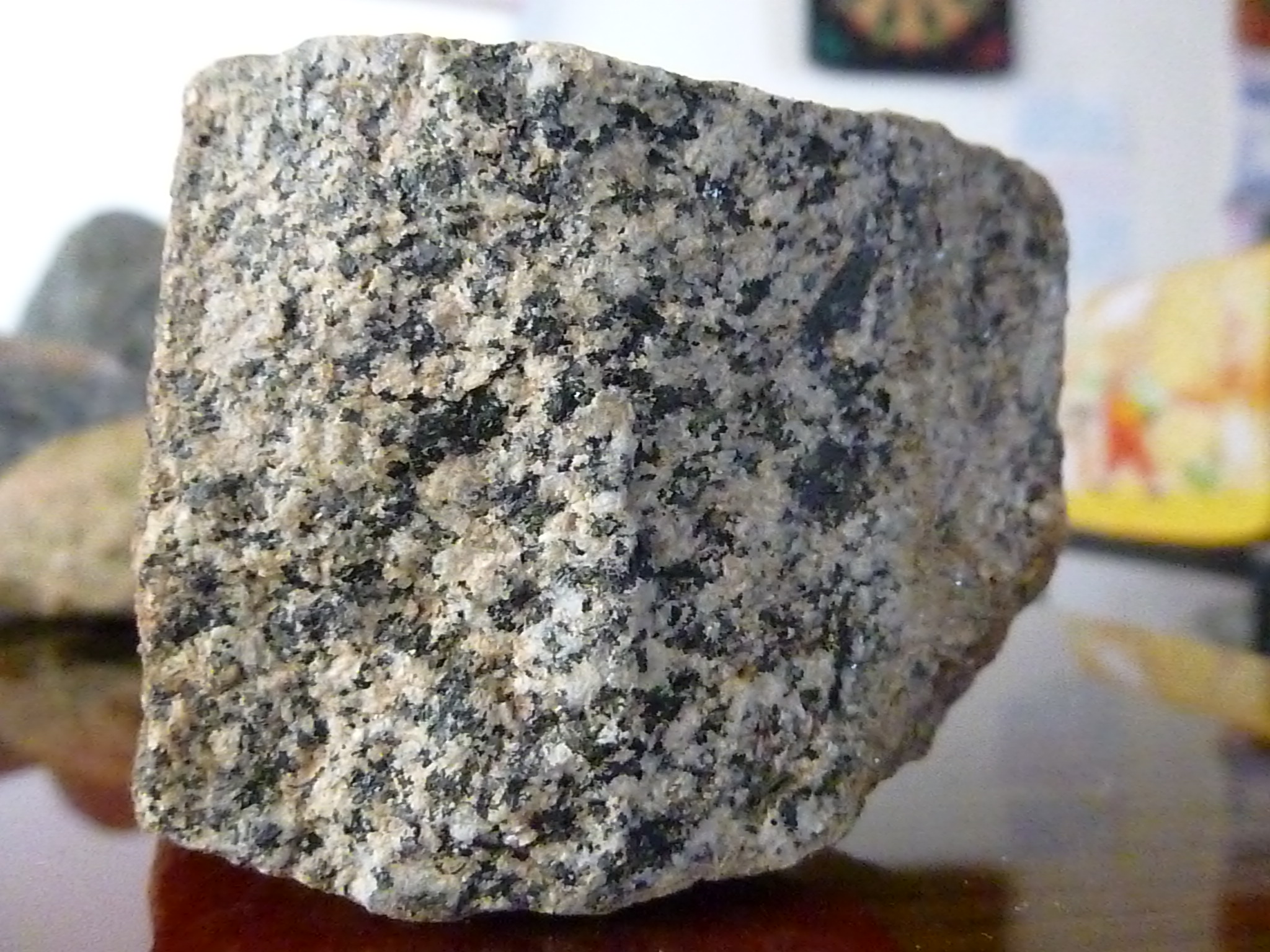
Detalle de una roca de granito.

Los granitos se forman a partir de masas formidables de magma, que ascienden por la corteza terrestre porque tienen menor densidad que el material que los rodea. Antes de solidificarse el magma llenaba una cámara magmática, desde la cual también puede alcanzar la superficie por fenómenos volcánicos, aunque esto ocurre rara vez con los magmas ácidos, graníticos. A la «flotabilidad» del magma se contraponen los efectos de la viscosidad, (que es característicamente alta en los magmas de composición granítica), y al hecho de que para que un cuerpo de magma ocupe un lugar debe haber desplazamiento de otro material en cantidad proporcional. Los granitos se emplazan preferentemente siguiendo fracturas y fallas preexistentes en la corteza terrestre. El ascenso del magma puede ser forzoso o pasivo; en el primer caso el magma se abre paso por su propia fuerza, comprimido por los materiales que le rodean, abriendo fracturas y desplazando material; y en el segundo, las tensiones en la corteza crean espacios que son rellenados por magma. Cuando el magma se encuentra en equilibrio gravitacional (como un témpano de hielo flotando en el mar) se estanca.

### Exhumación, meteorización y erosión

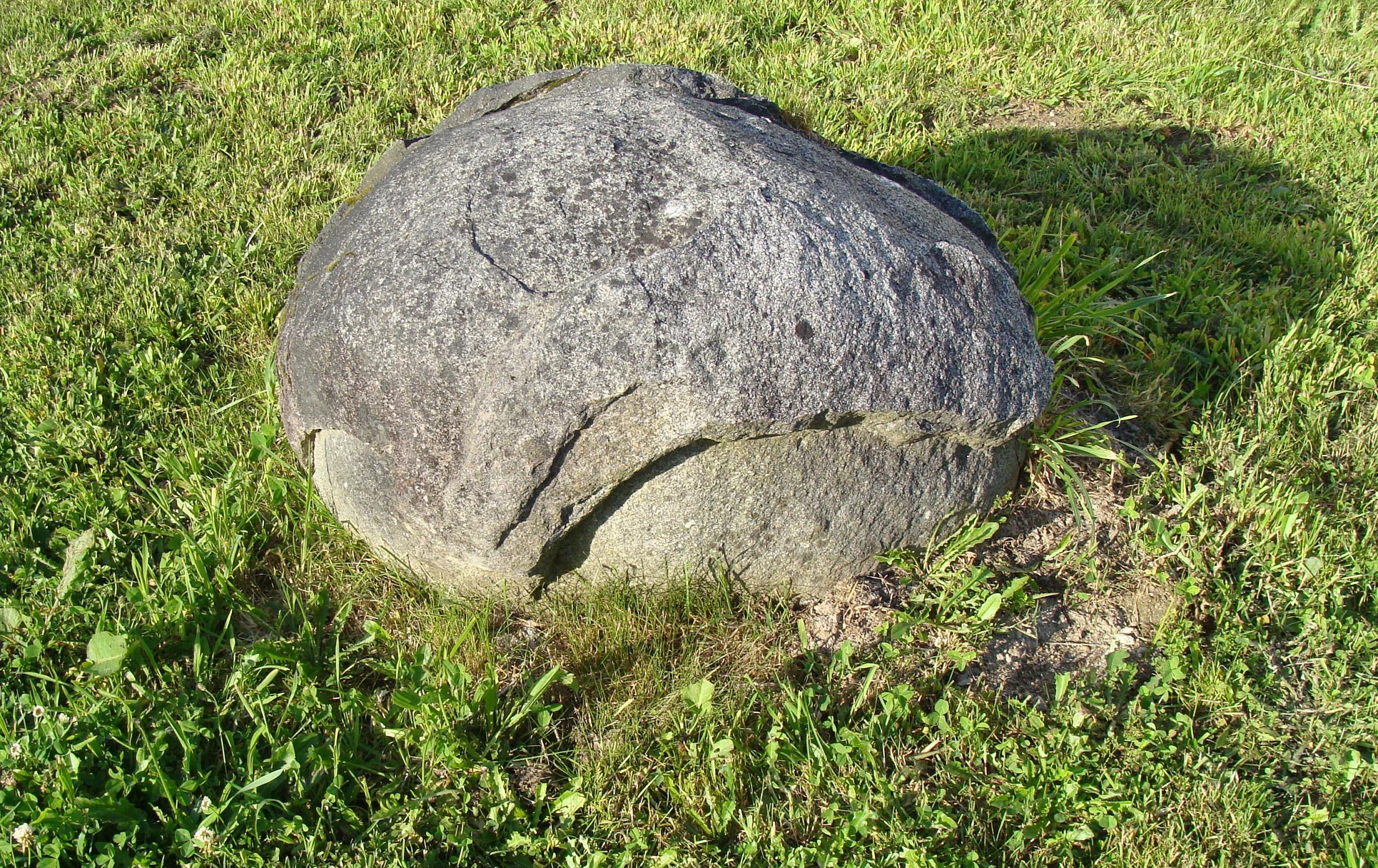
Exfoliación del granito que da lugar a cortezas de meteorización.

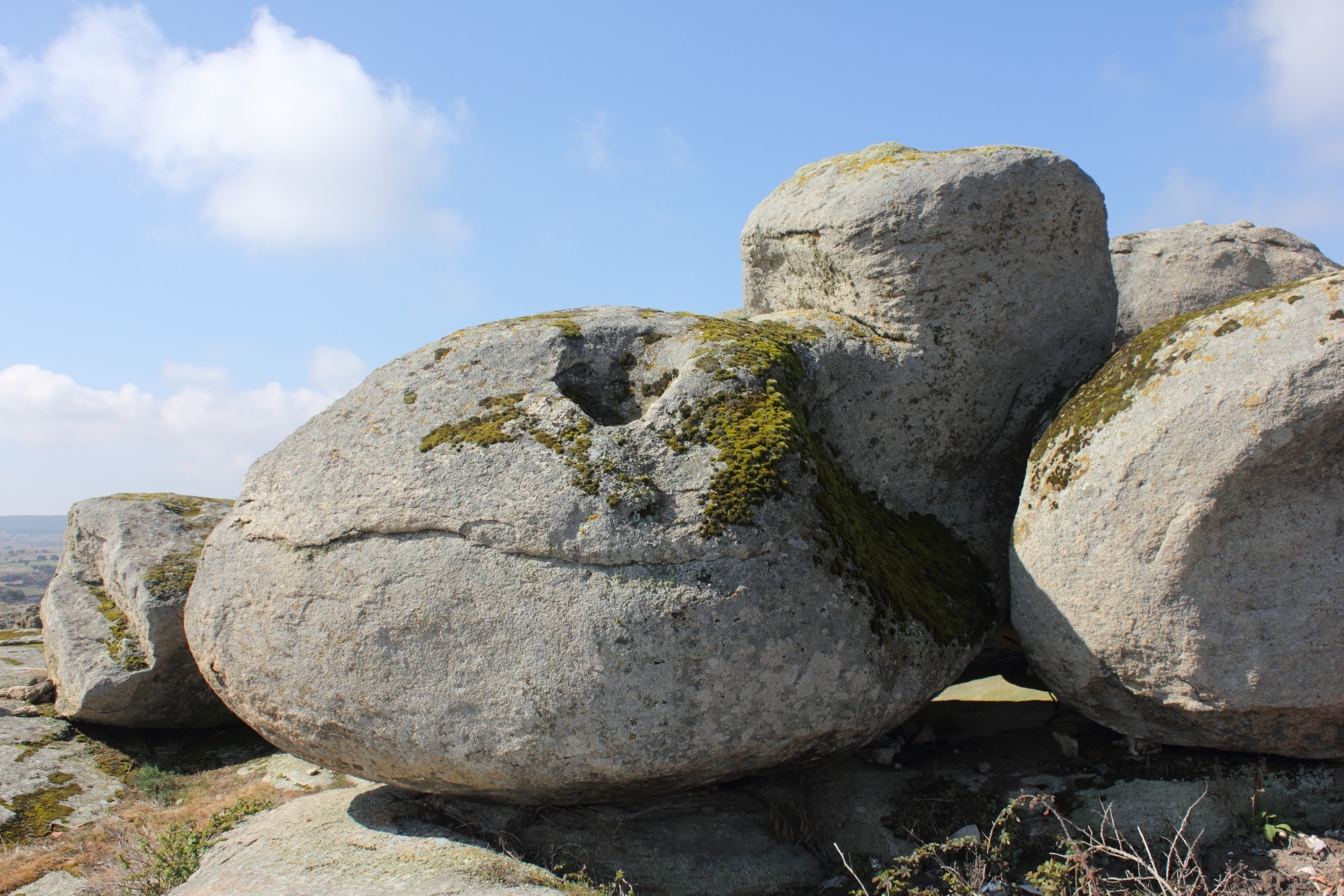
Piedra caballera de granito en Peñausende, España.

La meteorización del granito afecta a la roca de forma gradual, acabando por disgregarla. En climas fríos actúa la meteorización física, que debido a la compacidad e impermeabilidad del granito apenas ataca la capa superficial. La meteorización química, que actúa oxidando e hidrolizando los feldespatos es mucho más eficaz, y puede disgregar espesores considerables de roca. Una forma característica de meteorización del granito y otras rocas ígneas forma en la superficie capas concéntricas, separadas del núcleo no afectado por diaclasas de exfoliación netas; por ello, a esta meteorización se la llama «meteorización en capas de cebolla». En los inicios de meteorización de granito la biotita pierde potasio para transformarse en hidro-biotita y finalmente en vermiculita. En estados más avanzados de meteorización la plagioclasa comienza a disolverse y el anfíbol a hidratarse. La plagioclasa se altera transformándose en caolín. El feldespato potásico y cuarzo son los minerales que más se resisten a la meteorización. Si la plagioclasa y la biotita se han transformado en caolín, smectita y goethita y el cuarzo y el feldespato potásico mantienen la estructura de la roca, esta puede considerarse un saprolito.

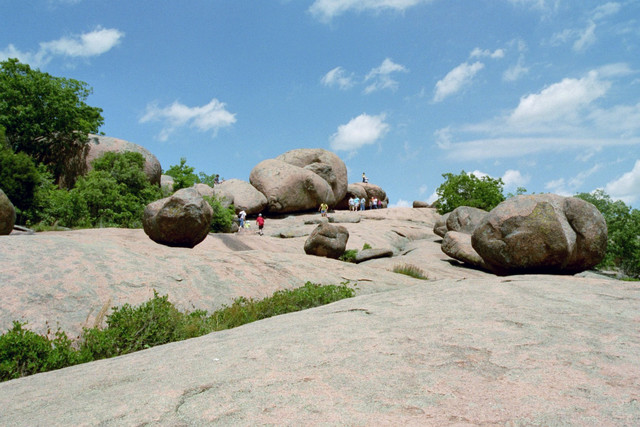
Paisaje granítico en Misuri.

Diagrama donde se muestra la composición del granito y de otras rocas ígneas.

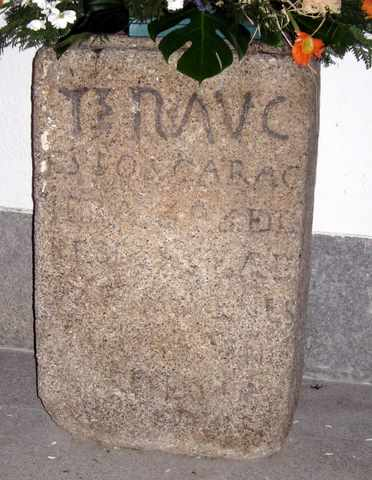
Mojón de granito romano del en el que aún permanece la inscripción después de 2000 años. Colmenar Viejo, España

## Usos

### Prehistoria

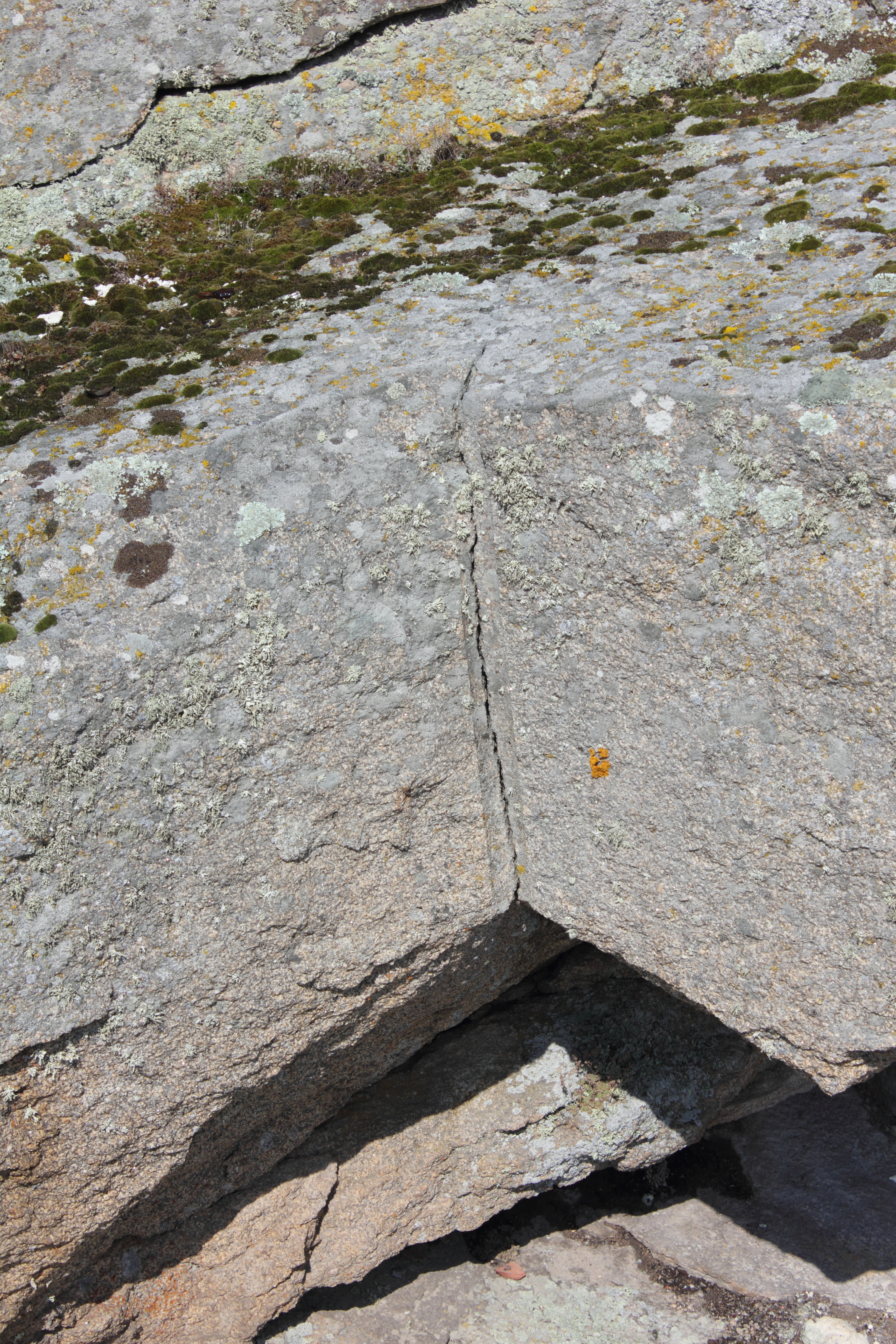
Antigua cantera de granito de Peñausende.

El granito se utiliza ampliamente en construcción desde la prehistoria gracias a la tenacidad del material y su resistencia a la erosión, comparado con otros tipos de roca (especialmente la caliza que es frágil y soluble). Tradicionalmente era llamado piedra berroqueña y el trabajo con ella era considerado el más penoso de todos. El granito es una piedra dura y requiere habilidad para tallar a mano. Hasta principios del siglo XVIII, en el mundo occidental, el granito solo podía tallarse con herramientas manuales con resultados generalmente deficientes. El pulido fino del granito era extremadamente difícil en la antigüedad, por lo que los edificios de granito no-modernos suelen tener una factura aparentemente tosca, incluso cuando los sillares están bien tallados, como en el monasterio de El Escorial.

### En la Antigüedad

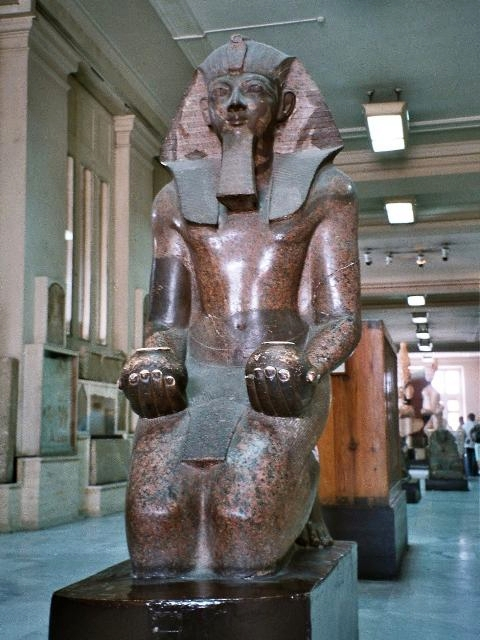
Estatua egipcia de granito pulido.

Los egipcios esculpían en la roca de granito desde el período predinástico para elaborar recipientes. Se han encontrado muchas vasijas de las primeras dinastías en Saqqara.
La Cámara del Rey de la Gran Pirámide de Guiza está construida con grandes bloques de granito. También se encuentra en varias hiladas del revestimiento de las otras dos pirámides de Guiza.
Los obeliscos egipcios fueron grandes monolitos de granito tallados y transportados por el Nilo desde las canteras del actual Asuán. También se utilizó para elaborar estatuas.
Otros usos en el Antiguo Egipto incluyen, columnas, puertas, dinteles, etc.
Aún es motivo de debate saber cómo los egipcios trabajaron el granito. El arqueólogo Patrick Hunt postula que usaban abrasivos, mostrando su poder de dureza en la escala de Mohs.
También fue usado en la construcción de la terraza de Baalbek.

### En la actualidad
Actualmente el granito no se utiliza como elemento estructural pero sí con fines decorativos que aprovechan sus dibujos característicos. Para ello suele usarse cortado en placas de algunos centímetros de espesor, las cuales se pulen y se utilizan como revestimiento. 

#### Escultura y memoriales
El granito ha sido usado ampliamente como recubrimiento en edificios públicos y monumentos. Al incrementarse la lluvia ácida en los países desarrollados, el granito está reemplazando al mármol como material de monumentos, ya que es mucho más duradero. El granito pulido es muy popular en cocinas debido a su alta durabilidad y cualidades estéticas. El granito Black Galaxy de Cheemakurthy, Andhra Pradesh en India es mundialmente conocido por su elegancia. 
En algunas áreas, el granito se usa para lápidas y monumentos conmemorativos. 
Un avance clave fue la invención de las herramientas de corte y preparación a vapor por parte de Alexander MacDonald de Aberdeen, inspirado por ver las tallas de granito del antiguo Egipto. En 1832, la primera lápida sepulcral pulida de granito de Aberdeen que se erigió en un cementerio inglés se instaló en el cementerio verde de Kensal. Causó sensación en el comercio monumental de Londres y durante algunos años todo el granito pulido que se pedía procedía de MacDonald's. Como resultado del trabajo del escultor William Leslie, y más tarde de Sidney Field, los monumentos de granito se convirtieron en un importante símbolo de estatus en la Gran Bretaña victoriana. El sarcófago real en Frogmore fue probablemente el pináculo de su trabajo, y con 30 toneladas uno de los más grandes. No fue hasta la década de 1880 que la maquinaria y las obras rivales pudieron competir con las obras de MacDonald.
Los métodos modernos de tallado incluyen el uso de brocas rotativas controladas por ordenador y chorro de arena sobre una plantilla de goma. Dejando las letras, números y emblemas expuestos y el resto de la piedra cubierta con goma, el blaster puede crear prácticamente cualquier tipo de obra de arte o epitafio.

#### Edificios

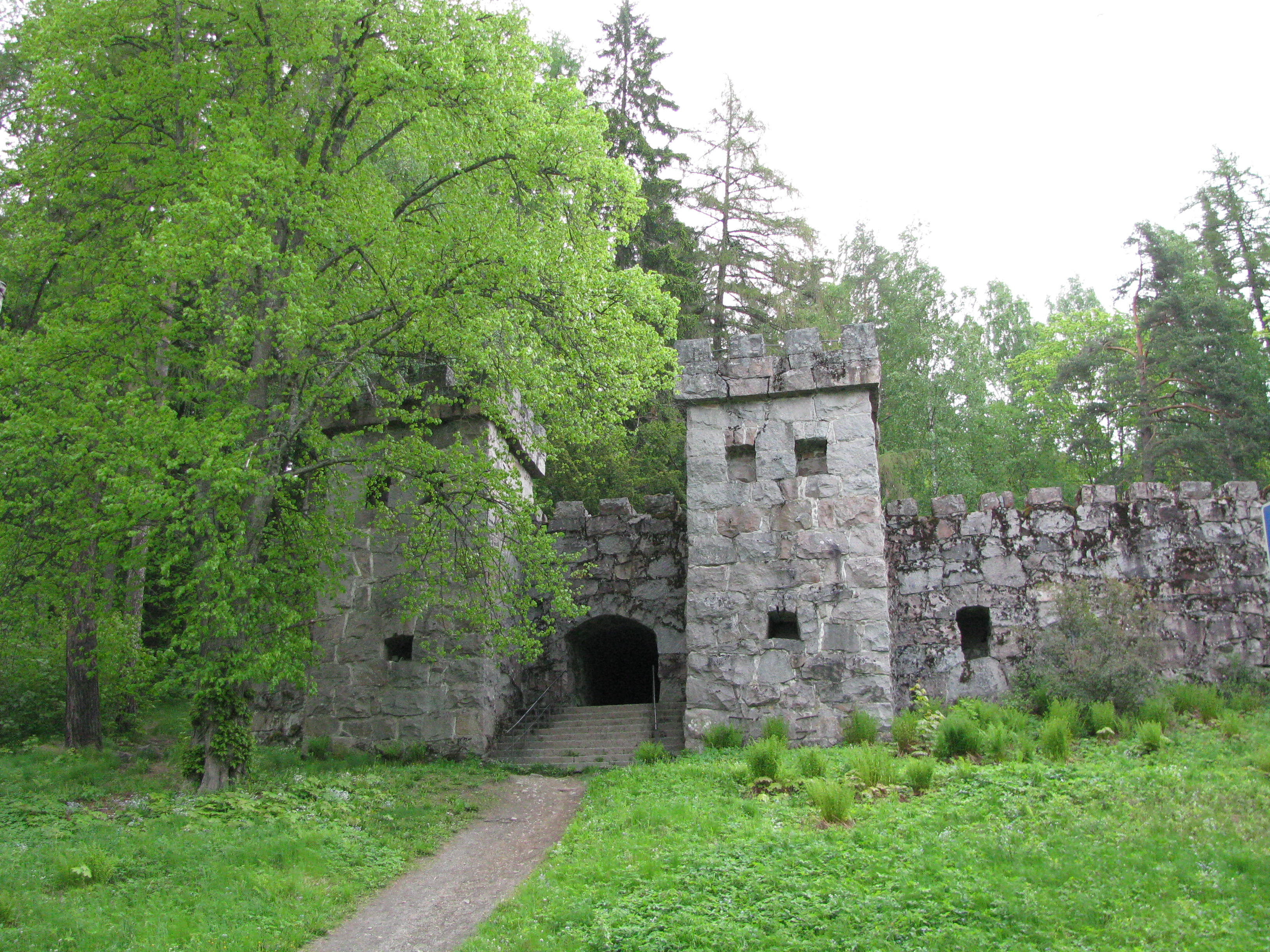
El castillo de granito de Aulanko en Hämeenlinna, Finlandia

El granito se ha utilizado ampliamente como piedra dimensional y como baldosas para pisos en edificios y monumentos públicos y comerciales. En Aberdeen, en Escocia, se construye principalmente a partir de granito local, se conoce como "La ciudad de granito". Debido a su abundancia en Nueva Inglaterra, el granito se usaba comúnmente para construir los cimientos de las casas. El Granite Railway, el primer ferrocarril de Estados Unidos, fue construido para transportar granito desde las canteras en Quincy, Massachusetts, hasta el río Neponset en la década de 1820.

#### Ingeniería
Los ingenieros han usado tradicionalmente placas de superficie de granito pulido para establecer un plano de referencia, ya que son relativamente impermeables, inflexibles y mantienen una buena estabilidad dimensional. El hormigón pulido con chorro de arena con un contenido pesado de agregado tiene una apariencia similar al granito en bruto y, a menudo, se usa como sustituto cuando el uso de granito real no es práctico. Las mesas de granito se utilizan ampliamente como bases o incluso como cuerpo estructural completo de instrumentos ópticos, CMM y máquinas CNC de muy alta precisión debido a la rigidez del granito, la alta estabilidad dimensional y las excelentes características de vibración. Un uso más inusual del granito fue como material de las vías del Tranvía de granito de Haytor, Devon, Inglaterra, en 1820. El bloque de granito generalmente se procesa en losas, que se pueden cortar y moldear mediante un centro de corte. En ingeniería militar, Finlandia plantó cantos rodados de granito a lo largo de su Línea Mannerheim para bloquear la invasión de los tanques rusos en la Guerra de Invierno de 1939-1940.
Los ingenieros han usado tradicionalmente el granito pulido para dar un plano de referencia, dado que es relativamente duro e inflexible.

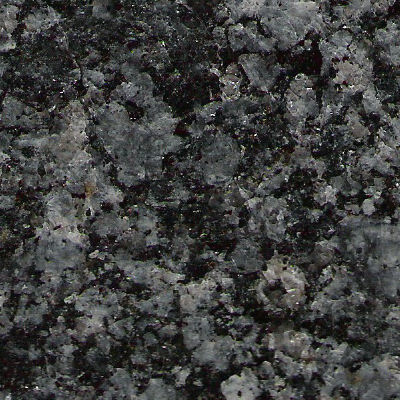
Azul noche (España)
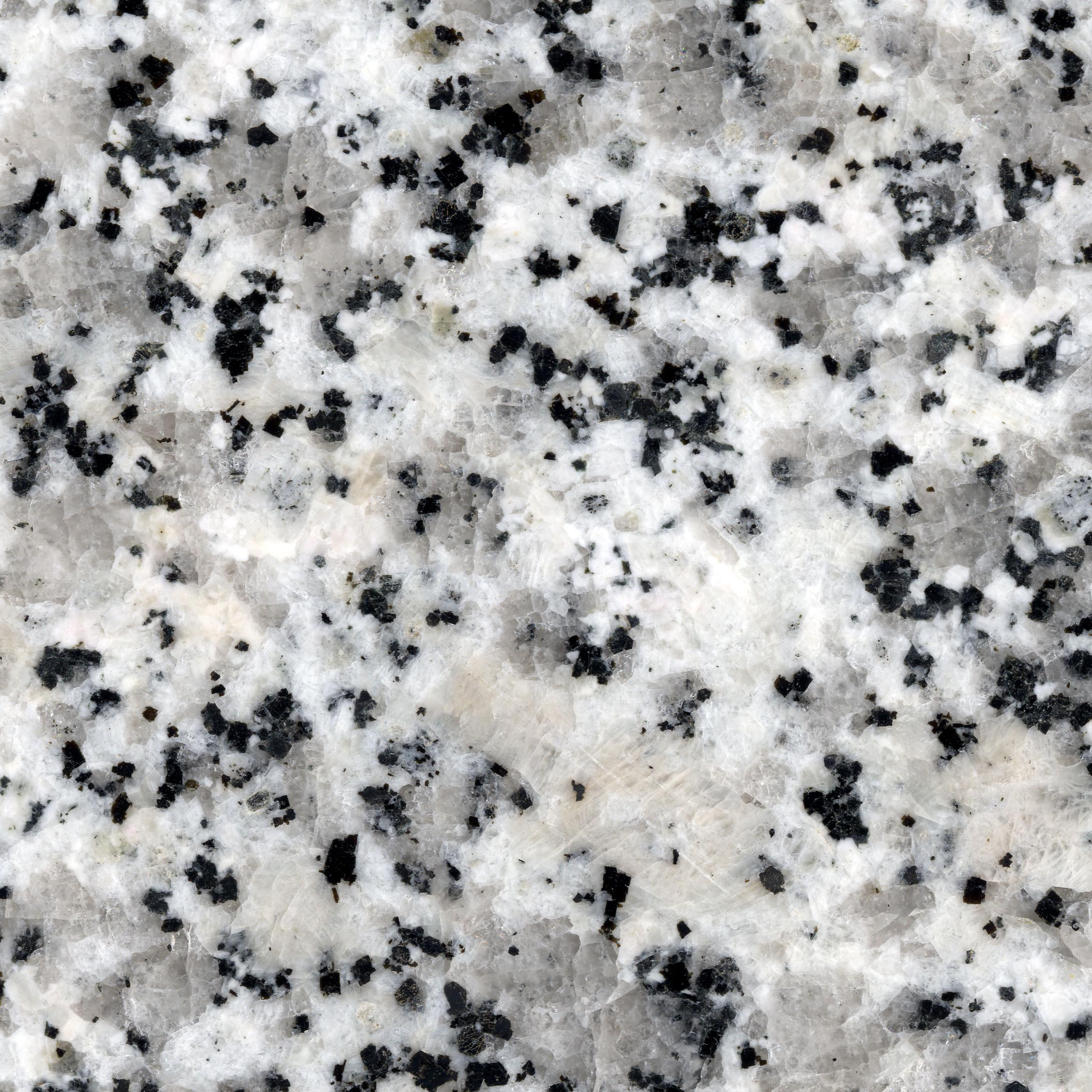
Bianco Tarn (Francia)
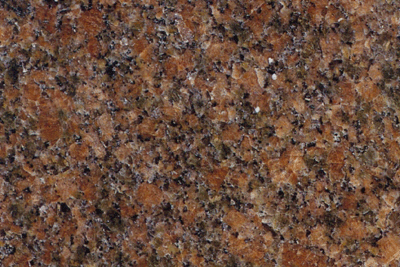
Bohus Röd (Suecia)
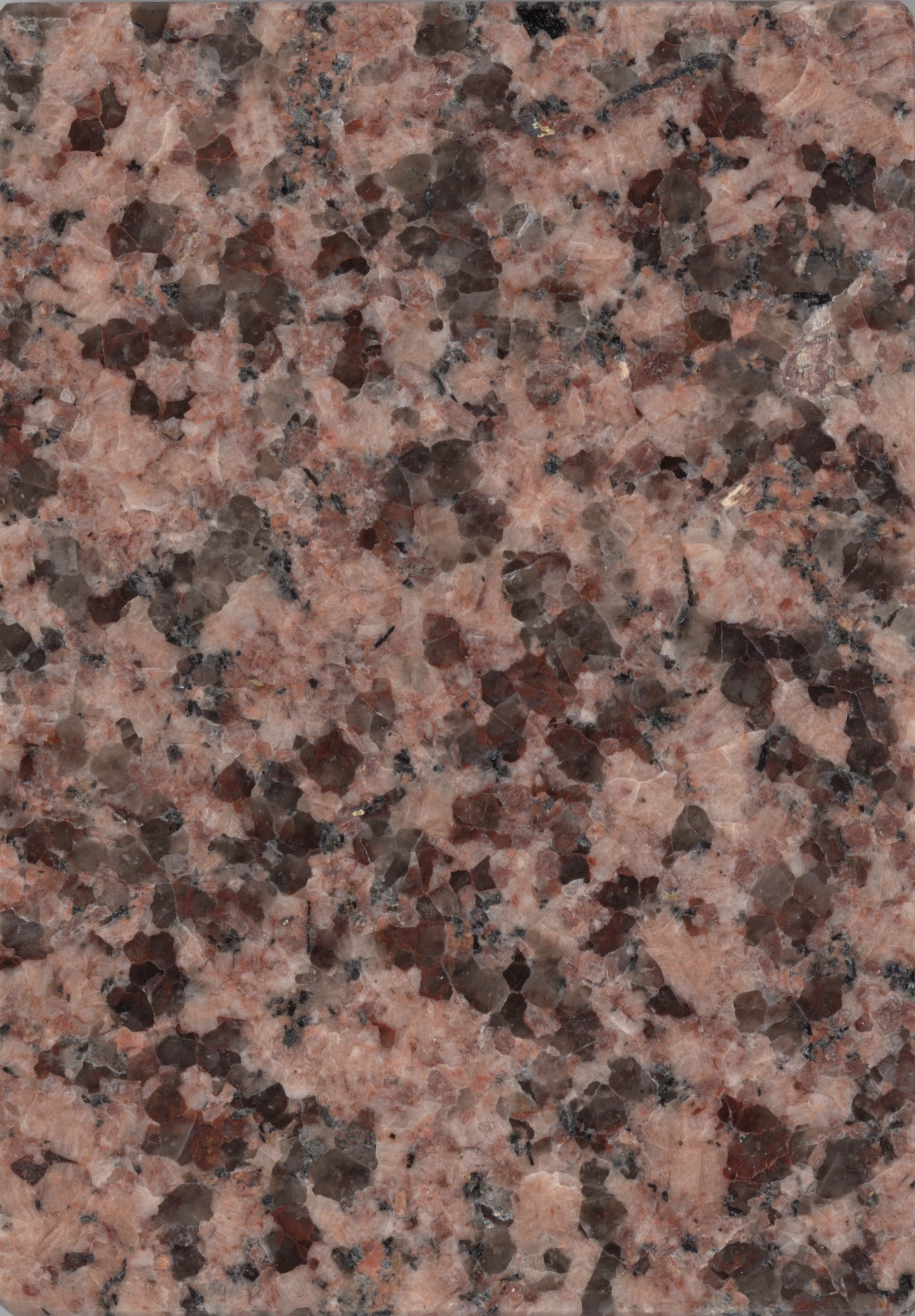
Meissen Alemania

Otros usos del granito pueden ser:
- Escolleras: La densidad elevada del granito, su alta resistencia al desgaste así como la posibilidad de obtener bloques de gran tamaño lo hace un material ideal para diques de puerto.
- Cimentación: El granito es una roca magnífica para la sustentación de cualquier tipo de estructura pues tiene una elevada resistencia a la compresión.
- Embalses: El granito es una roca impermeable por lo que es excelente para construcciones en contacto con agua por periodos prolongados.
- Excavaciones a cielo abierto: El granito tiene la capacidad de admitir excavaciones en vertical o subvertical si es que no tiene fracturas preexistentes.[20]